# چرتقلو
چرتقلو یکی از روستاهای استان آذربایجان شرقی است که در دهستان نظرکهریزی بخش نظرکهریزی شهرستان هشترود واقع شده‌است.این روستا ۹۰خانوار است.